# Elisabetta Giorgi
Pour les articles homonymes, voir Giorgi.
Elisabetta Giorgi, née à Trieste en 1966, est une harpiste italienne.

## Biographie
Elisabetta Giorgi étudie la musique dans sa ville natale en poursuivant des études universitaires de littérature classique. Elle y obtient les premiers prix de harpe et d’histoire de la musique.
Médaille d’argent au concours Victor-Salvi à Santa Margherita Ligure, elle entre ensuite au Conservatoire national supérieur de musique et de danse de Paris dans la classe de Gérard Devos, où elle obtient en 1990 le premier prix de harpe.
Nommée professeur de harpe au Conservatoire Camille Saint-Saëns de la Ville de Paris (VIIIe arrondissement), elle est par ailleurs régulièrement sollicitée en tant que soliste et en formation de musique de chambre par la RAI (Radio Télévision Italienne) et différents orchestres français et italiens (Opéra de Trieste, Orchestre symphonique de Montpellier, Orchestre philharmonique du Luxembourg, Orchestre de Caen).
Son répertoire s’étend aussi bien à la musique baroque et classique que contemporaine, pour laquelle elle fait de nombreuses créations.
Tout récemment[Quand ?], avec la Maîtrise des Bouches-du-Rhône, elle vient d’enregistrer A Ceremony of Carols de Benjamin Britten et avec l’Ensemble l'Itinéraire Les Champs de l’ombre blanche de François Paris pour soprano, trois flûtes, harpe, deux claviers électroniques et dispositif électronique, sous la direction de Pascal Rophé.